# 何か“オモシロいコト”ないの?
『何か“オモシロいコト”ないの?』（なんか“オモシロいコト”ないの?）は、フジテレビ系列で2023年10月2日から放送されているバラエティ番組。MCは菊池風磨と長谷川忍。2025年3月31日まで月曜23時の「COOL TV」枠で放送していた。

## 概要
MCの菊池と長谷川がほぼ毎週トップ女優をゲストに招き、さまざまな“何かオモシロそうなこと”に挑戦していく総合バラエティ番組。2人は『芸能人が本気で考えた!ドッキリGP』でたびたび共演しており、本番組は、同番組のスタッフ・菊池と長谷川のMCで2022年3月19日に放送された『菊池風磨の許せないTV』（きくちふうまのゆるせないティーヴィー）の実質的なレギュラー版にあたる。
2024年5月6日、番組初となる生放送企画を行った。
2025年4月期より放送時間を木曜日深夜（金曜日未明）に移動している。

## 出演者

### MC
- 菊池風磨（timelesz）
- 長谷川忍（シソンヌ）

## 放送リスト

### 2023年
| 放送回 | 放送日   | 内容                                                                                               | ゲスト                                                                        |
| ------ | -------- | -------------------------------------------------------------------------------------------------- | ----------------------------------------------------------------------------- |
| 1      | 10月2日  | 女優がツッコミを受けまくるのって何かオモシロい？【前編】                                           | 吉岡里帆                                                                      |
| 1      | 10月2日  | MCが知らないオジさんのトーク番組って何かオモシロい？【前編】                                       | 星乃夢奈                                                                      |
| 2      | 10月9日  | 女優がツッコミを受けまくるのって何かオモシロい？【後編】                                           | 吉岡里帆                                                                      |
| 2      | 10月9日  | MCが知らないオジさんのトーク番組って何かオモシロい？【後編】                                       | 星乃夢奈                                                                      |
| 3      | 10月16日 | ゲームとゲームを混ぜるのって何かオモシロい？ 「しりとり×連想×キレるゲーム」                        | 広瀬すず アイナ・ジ・エンド 松村北斗（SixTONES） 柴田英嗣（アンタッチャブル） |
| 4      | 10月23日 | 同じ顔がたくさんいるのって何かオモシロい？ 「クイズ本物の風磨はどれだ」                            | 上白石萌歌 和田まんじゅう（ネルソンズ）                                       |
| 5      | 10月30日 | ゲームとゲームを混ぜるのって何かオモシロい？ 「しりとり×連想×キレるゲーム」第2弾                   | 松本まりか 池田美優 辰巳雄大（ふぉ〜ゆ〜） 松尾駿（チョコレートプラネット）   |
| 6      | 11月6日  | 同じ顔がたくさんいるのって何かオモシロい？ 「クイズ本物の風磨はどれだ」第2弾                       | 川島海荷                                                                      |
| 7      | 11月13日 | ゲームとゲームを混ぜるのって何かオモシロい？ 「しりとり×連想×キレるゲーム」第3弾                   | 北乃きい 池田美優 辰巳雄大（ふぉ〜ゆ〜） 松尾駿（チョコレートプラネット）     |
| 7      | 11月13日 | 別れ話でカッコつけてるのに粘る男って何かオモシロい？ 「絶対に別れたくない！男が粘る選手権」        | 井本彩花                                                                      |
| 8      | 11月20日 | ゲームとゲームを混ぜるのって何かオモシロい？ 「しりとり×連想×キレるゲーム」第4弾                   | 黒島結菜 大久保佳代子（オアシズ） 春日俊彰（オードリー） 若槻千夏             |
| 9      | 11月27日 | おかずが出てこないグルメ番組って何かオモシロい？ 「うますぎ One Bound Rice ~これ、何の味？~」      | 松本若菜 長谷川雅紀（錦鯉） 村重杏奈                                          |
| 10     | 12月4日  | 同じ顔がたくさんいるのって何かオモシロい？ 「クイズ本物の風磨はどれだ」第3弾                       | 菜々緒 クールポコ。                                                           |
| 11     | 12月11日 | ゲームとゲームを混ぜるのって何かオモシロい？ 「しりとり×連想×キレるゲーム」第5弾                   | 蓮佛美沙子 野呂佳代 松尾駿（チョコレートプラネット） 長谷川雅紀（錦鯉）       |
| 12     | 12月18日 | おかずが出てこないグルメ番組って何かオモシロい？ 「うますぎ One Bound Rice ~これ、何の味？~」第2弾 | 生田絵梨花 カズレーザー（メイプル超合金） 長谷川雅紀（錦鯉）                  |

### 2024年
| 放送回 | 放送日   | 内容                                                                                                | ゲスト |
| ------ | -------- | --------------------------------------------------------------------------------------------------- | --- |
| 13     | 1月15日  | おかずが出てこないグルメ番組って何かオモシロい？ 「うますぎ One Bound Rice ~これ、何の味？~」第3弾  | 中条あやみ 重岡大毅（WEST.） 長谷川雅紀（錦鯉）                                                                                            |
| 14     | 1月22日  | ゲームとゲームを混ぜるのって何かオモシロい？ 「しりとり×連想×キレるゲーム」第6弾                    | 森川葵 吉村崇（平成ノブシコブシ） 松尾駿（チョコレートプラネット） 長谷川雅紀（錦鯉） ゆうちゃみ                                           |
| 15     | 1月29日  | ゲームとゲームを混ぜるのって何かオモシロい？ 「しりとり×連想×キレるゲーム」第7弾                    | 浜辺美波 福田麻貴（3時のヒロイン） 長谷川雅紀（錦鯉） 村重杏奈                                                                             |
| 16     | 2月5日   | おかずが出てこないグルメ番組って何かオモシロい？ 「うますぎ One Bound Rice ~これ、何の味？~」第4弾  | 前田敦子 かなで（3時のヒロイン） カズレーザー（メイプル超合金）                                                                            |
| 17     | 2月12日  | ゲームとゲームを混ぜるのって何かオモシロい？ 「しりとり×連想×キレるゲーム」第8弾                    | 奈緒 深澤辰哉（Snow Man） 池田美優 春日俊彰（オードリー）                                                                                  |
| 18     | 2月19日  | 最新スポットロケなのに死語を使いまくるのって何かオモシロい？                                        | 井桁弘恵 藤本美貴 進行：竹内友佳（フジテレビアナウンサー）                                                                                 |
| 19     | 2月26日  | おかずが出てこないグルメ番組って何かオモシロい？ 「うますぎ One Bound Rice ~これ、何の味？~」第5弾  | 長濱ねる 田中卓志（アンガールズ） 野呂佳代                                                                                                 |
| 20     | 3月4日   | おかずが出てこないグルメ番組って何かオモシロい？ 「うますぎ One Bound Rice ~これ、何の味？~」第6弾  | 田中麗奈 大久保佳代子（オアシズ） 狩野英孝                                                                                                 |
| 21     | 3月11日  | 1泊2日菊池風磨バースデー旅 in沖縄【前編】                                                           | 松下奈緒 |
| 22     | 3月18日  | 1泊2日菊池風磨バースデー旅 in沖縄【後編】                                                           | 松下奈緒 |
| 23     | 3月25日  | 女優がハマった瞬間SP                                                                                | （過去にゲスト出演した女優） |
| 23     | 3月25日  | 「し」を「す」に言い換えるゲームって何かオモシロい？ 「シースーゲーム」                             | 貴島明日香 |
| 24     | 4月1日   | おかずが出てこないグルメ番組って何かオモシロい？ 「うますぎ One Bound Rice ~これ、何の味？~」第7弾  | 水川あさみ 児嶋一哉（アンジャッシュ） 村重杏奈                                                                                             |
| 25     | 4月8日   | おかずが出てこないグルメ番組って何かオモシロい？ 「うますぎ One Bound Rice ~これ、何の味？~」第8弾  | 吉瀬美智子 池田美優 長谷川雅紀（錦鯉） |
| 26     | 4月15日  | 女優がツッコミを受けまくるのって何かオモシロい？【前編】                                            | 有村架純 |
| 27     | 4月22日  | 女優がツッコミを受けまくるのって何かオモシロい？【後編】                                            | 有村架純 |
| 27     | 4月22日  | 「し」を「す」に言い換えるゲームって何かオモシロい？ 「シースーゲーム」第2弾                        | 森日菜美 |
| 28     | 5月6日   | 生放送で大激論…ダサい？ダサくはない？国民投票                                                       | 本田望結 松尾駿（チョコレートプラネット） 長谷川雅紀（錦鯉） 野呂佳代 菊地亜美                                                             |
| 29     | 5月13日  | おかずが出てこないグルメ番組って何かオモシロい？ 「うますぎ One Bound Rice ~これ、何の味？~」第9弾  | 木南晴夏 津田篤宏（ダイアン） 菊地亜美 |
| 30     | 5月20日  | 最新スポットロケなのに死語を使いまくるのって何かオモシロい？第2弾                                   | 水野美紀 長谷川雅紀（錦鯉） 藤本美貴 池田美優                                                                                              |
| 31     | 5月27日  | クイズ・ドレミファドン!優勝の舞台裏                                                                 | 野呂佳代 |
| 31     | 5月27日  | 「し」を「す」に言い換えるゲームって何かオモシロい？ 「シースーゲーム」第3弾                        | 高山一実 |
| 32     | 6月3日   | おかずが出てこないグルメ番組って何かオモシロい？ 「うますぎ One Bound Rice ~これ、何の味？~」第10弾 | 夏帆 おいでやす小田 近藤春菜（ハリセンボン）                                                                                               |
| 33     | 6月10日  | おかずが出てこないグルメ番組って何かオモシロい？ 「うますぎ One Bound Rice ~これ、何の味？~」第11弾 | 木村多江 陣内智則 ゆうちゃみ |
| 34     | 6月17日  | 1000回ツッコミを受けるまで終わらないゲームって何かオモシロい？                                      | 西野七瀬 |
| 35     | 6月24日  | ゲームとゲームを混ぜるのって何かオモシロい？ 「しりとり×連想×キレるゲーム」第9弾                    | 小池栄子 松田元太（Travis Japan） 児嶋一哉（アンジャッシュ） 村重杏奈                                                                      |
| 36     | 7月1日   | おかずが出てこないグルメ番組って何かオモシロい？ 「うますぎ One Bound Rice ~これ、何の味？~」第12弾 | 小池栄子 松田元太（Travis Japan） 村重杏奈                                                                                                 |
| 37     | 7月8日   | 完璧な答えを出す男たち【前編】                                                                      | 相武紗季 岡本宗史 槙野智章 菊地亜美 信子（ぱーてぃーちゃん）                                                                               |
| 38     | 7月15日  | 完璧な答えを出す男たち【後編】                                                                      | 相武紗季 岡本宗史 槙野智章 菊地亜美 信子（ぱーてぃーちゃん）                                                                               |
| 39     | 7月22日  | おかずが出てこないグルメ番組って何かオモシロい？ 「うますぎ One Bound Rice ~これ、何の味？~」第13弾 | 松岡茉優 ナダル（コロコロチキチキペッパーズ） 村重杏奈                                                                                     |
| 40     | 7月29日  | 風磨VS狩野英孝“真のイケメン”3番勝負！                                                               | 髙橋ひかる 狩野英孝 大久保佳代子（オアシズ） 池田美優                                                                                      |
| 41     | 8月5日   | おかずが出てこないグルメ番組って何かオモシロい？ 「うますぎ One Bound Rice ~これ、何の味？~」第14弾 | 波瑠 あばれる君 福田麻貴（3時のヒロイン）                                                                                                  |
| 42     | 8月19日  | 芸能人の夫婦ゲンカを本人達に再現してもらったら…何かオモシロい？                                     | 藤本美貴 野呂佳代 田中卓志（アンガールズ） 中西茂樹（なすなかにし） 高田紗千子（梅小鉢） JOY わたなべ麻衣 川谷修士（2丁拳銃） 野々村友紀子 |
| 43     | 8月26日  | もしもイケメン芸能人が彼氏だったとして、かっこよく料理を作ってくれたら…何かオモシロい？             | 堀田茜 桐山照史（WEST.） すがちゃん最高No.1（ぱーてぃーちゃん） 信子（ぱーてぃーちゃん） ゆうちゃみ                                        |
| 44     | 9月2日   | 相性がマッチングしたゲストとだけご対面できるトーク番組って…何かオモシロい？【前編】                 | 長澤まさみ 福田麻貴（3時のヒロイン） かなで（3時のヒロイン）                                                                               |
| 45     | 9月9日   | 相性がマッチングしたゲストとだけご対面できるトーク番組って…何かオモシロい？【後編】                 | 長澤まさみ 福田麻貴（3時のヒロイン） かなで（3時のヒロイン）                                                                               |
| 46     | 9月16日  | 好き賭場                                                                                            | 福田麻貴（3時のヒロイン） |
| 47     | 9月23日  | もしもイケメン芸能人が彼氏だったとして、かっこよく料理を作ってくれたら…何かオモシロい？ 第2弾       | 葵わかな 小島健（Aぇ! group） 山本賢太（フジテレビアナウンサー） 野呂佳代 村重杏奈                                                         |
| 48     | 10月14日 | もしもイケメン芸能人が彼氏だったとして、かっこよく料理を作ってくれたら…何かオモシロい？ 第3弾       | 本田望結 徳井義実（チュートリアル） 三浦翔平 佐藤仁美 野々村友紀子                                                                         |
| 49     | 10月21日 | BACK TO THE 2009年                                                                                  | 松井玲奈 菊地亜美 狩野英孝 |
| 50     | 10月28日 | もしもイケメン芸能人が彼氏だったとして、かっこよく料理を作ってくれたら…何かオモシロい？ 第4弾       | 福本莉子 杉浦太陽 辻希美 長谷川雅紀（錦鯉） 菊地亜美                                                                                       |
| 51     | 11月4日  | BACK TO THE 2014年                                                                                  | 森香澄 狩野英孝 信子（ぱーてぃーちゃん）                                                                                                   |
| 52     | 11月11日 | 好き賭場 第2弾                                                                                      | JOY わたなべ麻衣 福田麻貴（3時のヒロイン）                                                                                                 |
| 53     | 11月18日 | 1000点取るまで帰れない スリルカラオケ                                                               | 山田涼介（Hey! Say! JUMP） ウエンツ瑛士 長谷川雅紀（錦鯉） 三田友梨佳                                                                      |
| 54     | 11月25日 | 女優がツッコミを受けまくるのって何かオモシロい？ 第2弾                                              | 吉岡里帆 ノッチ（デンジャラス） たける（東京ホテイソン）                                                                                   |
| 55     | 12月2日  | おかずが出てこないグルメ番組って何かオモシロい？ 「うますぎ One Bound Rice ~これ、何の味？~」第15弾 | 芦田愛菜 狩野英孝 信子（ぱーてぃーちゃん）                                                                                                 |
| 56     | 12月9日  | おかずが出てこないグルメ番組って何かオモシロい？ 「うますぎ One Bound Rice ~これ、何の味？~」第16弾 | 上白石萌音 DAIGO 池田美優 |
| 57     | 12月16日 | BACK TO THE 2013年                                                                                  | 本田翼 峯岸みなみ JOY |

### 2025年
| 放送回 | 放送日  | 内容                                                                                                | ゲスト |
| ------ | ------- | --------------------------------------------------------------------------------------------------- | --- |
| 58     | 1月6日  | BACK TO THE 2016年                                                                                  | 上白石萌歌 タイムマシーン3号 信子（ぱーてぃーちゃん）                                                           |
| 59     | 1月13日 | おかずが出てこないグルメ番組って何かオモシロい？ 「うますぎ One Bound Rice ~これ、何の味？~」第17弾 | 斉藤由貴 近藤春菜（ハリセンボン） あばれる君                                                                    |
| 60     | 1月20日 | もしもイケメン芸能人が彼氏だったとして、かっこよく料理を作ってくれたら…何かオモシロい？ 第5弾       | 高橋成美 中山優馬 津田篤宏（ダイアン） 杉原千尋（フジテレビアナウンサー） 信子（ぱーてぃーちゃん）              |
| 61     | 2月3日  | もしもイケメン芸能人が彼氏だったとして、かっこよく料理を作ってくれたら…何かオモシロい？ 第6弾       | 長谷川京子 佐野勇斗（M!LK） あばれる君 森香澄 菊地亜美                                                          |
| 62     | 2月10日 | 2024年オモシロかった瞬間11連発SP                                                                    | （過去に出演したゲスト出演者）                                                                                  |
| 63     | 2月17日 | 好き賭場 第3弾                                                                                      | 福田麻貴（3時のヒロイン） 菊田竜大（ハナコ） 和泉杏（ハルカラ） 立川談洲 山﨑ケイ（相席スタート）               |
| 64     | 2月24日 | 初心者だけでゴルフコースを回ったら何かオモシロい？                                                  | 福田麻貴（3時のヒロイン） かなで（3時のヒロイン）                                                               |
| 65     | 3月3日  | おかずが出てこないグルメ番組って何かオモシロい？ 「うますぎ One Bound Rice ~これ、何の味？~」第18弾 | 西野七瀬 近藤春菜（ハリセンボン） 長谷川雅紀（錦鯉）                                                            |
| 66     | 3月10日 | 風磨バースデー企画！ 豪華グアム旅（1）                                                              | 本田翼 |
| 67     | 3月17日 | 風磨バースデー企画！ 豪華グアム旅（2）                                                              | 本田翼 |
| 68     | 3月24日 | 風磨バースデー企画！ 豪華グアム旅（3）                                                              | 本田翼 |
| 69     | 3月31日 | 松岡茉優ワンバン再挑戦SP 「うますぎ One Bound Rice ~これ、何の味？~」第19弾                         | 松岡茉優 |
| 70     | 4月11日 | 見破レストラン ～許せない飯どっち？～(1)                                                            | 本田望結 |
| 71     | 4月18日 | 見破レストラン ～許せない飯どっち？～(2)                                                            | 本田望結 |
| 72     | 4月25日 | 初心者だけでゴルフコースを回ったら…何がオモシロい？ 菊池風磨は今日こそかっこよくなれるのか編(1)     | 福田麻貴（3時のヒロイン） かなで（3時のヒロイン）                                                               |
| 73     | 5月2日  | 初心者だけでゴルフコースを回ったら…何がオモシロい？ 菊池風磨は今日こそかっこよくなれるのか編(2)     | 福田麻貴（3時のヒロイン） かなで（3時のヒロイン）                                                               |
| 74     | 5月9日  | 風磨くん、結婚しようぜ。(1)                                                                         | 鈴木拓（ドランクドラゴン) 原西孝幸（FUJIWARA） 関太（タイムマシーン3号）                                        |
| 75     | 5月16日 | 風磨くん、結婚しようぜ。(2)                                                                         | 鈴木拓（ドランクドラゴン） 原西孝幸（FUJIWARA） 関太（タイムマシーン3号）                                       |
| 76     | 5月23日 | 見破レストラン ～許せない飯どっち？～(1)                                                            | 山本舞香 |
| 77     | 5月30日 | 見破レストラン ～許せない飯どっち？～(2)                                                            | 山本舞香 |
| 78     | 6月6日  | 見破レストラン ～許せない飯どっち？～(1)                                                            | 鈴木拓（ドランクドラゴン) 佐藤仁美                                                                              |
| 79     | 6月13日 | 見破レストラン ～許せない飯どっち？～(2)                                                            | 鈴木拓（ドランクドラゴン) 佐藤仁美                                                                              |
| 80     | 6月20日 | 本名寺の変                                                                                          | 井桁弘恵 |
| 81     | 6月27日 | timelesz vs sugarlesz 本当のアイドルはどちらなのか対決したら…何か“オモシロい”？(1)                  | 狩野英孝 橋本将生（timelesz） 猪俣周杜（timelesz） 篠塚大輝（timelesz） 寺西拓人（timelesz） 原嘉孝（timelesz） |
| 82     | 7月4日  | timelesz vs sugarlesz 本当のアイドルはどちらなのか対決したら…何か“オモシロい”？(2)                  | 狩野英孝 橋本将生（timelesz） 猪俣周杜（timelesz） 篠塚大輝（timelesz） 寺西拓人（timelesz） 原嘉孝（timelesz） |
| 83     | 7月11日 | timelesz vs sugarlesz 本当のアイドルはどちらなのか対決したら…何か“オモシロい”？(3)                  | 狩野英孝 橋本将生（timelesz） 猪俣周杜（timelesz） 篠塚大輝（timelesz） 寺西拓人（timelesz） 原嘉孝（timelesz） |
| 84     | 7月18日 | timelesz vs sugarlesz 本当のアイドルはどちらなのか対決したら…何か“オモシロい”？(4)                  | 狩野英孝 橋本将生（timelesz） 猪俣周杜（timelesz） 篠塚大輝（timelesz） 寺西拓人（timelesz） 原嘉孝（timelesz） |
| 85     | 7月25日 | timelesz vs sugarlesz 本当のアイドルはどちらなのか対決したら…何か“オモシロい”？(5)                  | 狩野英孝 橋本将生（timelesz） 猪俣周杜（timelesz） 篠塚大輝（timelesz） 寺西拓人（timelesz） 原嘉孝（timelesz） |
| 86     | 8月1日  | 本名寺の変                                                                                          | 井桁弘恵 |

## ネット局

### 月曜23時時代
「COOL TV」は全編ネットワークセールス枠。
| 放送対象地域   | 放送局                    | 系列                                         | 放送日時           | ネット状況 | 放送期間                       | 備考  |
| -------------- | ------------------------- | -------------------------------------------- | ------------------ | ---------- | ------------------------------ | ----- |
| 関東広域圏     | フジテレビ（CX）          | フジテレビ系列                               | 月曜 23:00 - 23:40 | 制作局     | 2023年10月3日 - 2025年3月31日  |       |
| 北海道         | 北海道文化放送（uhb）     | フジテレビ系列                               | 月曜 23:00 - 23:40 | 同時ネット | 2023年10月3日 - 2025年3月31日  |       |
| 岩手県         | 岩手めんこいテレビ（mit） | フジテレビ系列                               | 月曜 23:00 - 23:40 | 同時ネット | 2023年10月3日 - 2025年3月31日  |       |
| 宮城県         | 仙台放送（OX）            | フジテレビ系列                               | 月曜 23:00 - 23:40 | 同時ネット | 2023年10月3日 - 2025年3月31日  |       |
| 秋田県         | 秋田テレビ（AKT）         | フジテレビ系列                               | 月曜 23:00 - 23:40 | 同時ネット | 2023年10月3日 - 2025年3月31日  |       |
| 山形県         | さくらんぼテレビ（SAY）   | フジテレビ系列                               | 月曜 23:00 - 23:40 | 同時ネット | 2023年10月3日 - 2025年3月31日  |       |
| 福島県         | 福島テレビ（FTV）         | フジテレビ系列                               | 月曜 23:00 - 23:40 | 同時ネット | 2023年10月3日 - 2025年3月31日  |       |
| 長野県         | 長野放送（NBS）           | フジテレビ系列                               | 月曜 23:00 - 23:40 | 同時ネット | 2023年10月3日 - 2025年3月31日  |       |
| 新潟県         | NST新潟総合テレビ（NST）  | フジテレビ系列                               | 月曜 23:00 - 23:40 | 同時ネット | 2023年10月3日 - 2025年3月31日  |       |
| 静岡県         | テレビ静岡（SUT）         | フジテレビ系列                               | 月曜 23:00 - 23:40 | 同時ネット | 2023年10月3日 - 2025年3月31日  |       |
| 富山県         | 富山テレビ（BBT）         | フジテレビ系列                               | 月曜 23:00 - 23:40 | 同時ネット | 2023年10月3日 - 2025年3月31日  |       |
| 石川県         | 石川テレビ（ITC）         | フジテレビ系列                               | 月曜 23:00 - 23:40 | 同時ネット | 2023年10月3日 - 2025年3月31日  |       |
| 福井県         | 福井テレビ（FTB）         | フジテレビ系列                               | 月曜 23:00 - 23:40 | 同時ネット | 2023年10月3日 - 2025年3月31日  |       |
| 中京広域圏     | 東海テレビ（THK）         | フジテレビ系列                               | 月曜 23:00 - 23:40 | 同時ネット | 2023年10月3日 - 2025年3月31日  |       |
| 近畿広域圏     | 関西テレビ（KTV）         | フジテレビ系列                               | 月曜 23:00 - 23:40 | 同時ネット | 2023年10月3日 - 2025年3月31日  |       |
| 島根県・鳥取県 | さんいん中央テレビ（TSK） | フジテレビ系列                               | 月曜 23:00 - 23:40 | 同時ネット | 2023年10月3日 - 2025年3月31日  |       |
| 岡山県・香川県 | 岡山放送（OHK）           | フジテレビ系列                               | 月曜 23:00 - 23:40 | 同時ネット | 2023年10月3日 - 2025年3月31日  |       |
| 広島県         | テレビ新広島（tss）       | フジテレビ系列                               | 月曜 23:00 - 23:40 | 同時ネット | 2023年10月3日 - 2025年3月31日  |       |
| 愛媛県         | テレビ愛媛（EBC）         | フジテレビ系列                               | 月曜 23:00 - 23:40 | 同時ネット | 2023年10月3日 - 2025年3月31日  |       |
| 高知県         | 高知さんさんテレビ（KSS） | フジテレビ系列                               | 月曜 23:00 - 23:40 | 同時ネット | 2023年10月3日 - 2025年3月31日  |       |
| 福岡県         | テレビ西日本（TNC）       | フジテレビ系列                               | 月曜 23:00 - 23:40 | 同時ネット | 2023年10月3日 - 2025年3月31日  |       |
| 佐賀県         | サガテレビ（STS）         | フジテレビ系列                               | 月曜 23:00 - 23:40 | 同時ネット | 2023年10月3日 - 2025年3月31日  |       |
| 長崎県         | テレビ長崎（KTN）         | フジテレビ系列                               | 月曜 23:00 - 23:40 | 同時ネット | 2023年10月3日 - 2025年3月31日  |       |
| 熊本県         | テレビくまもと（TKU）     | フジテレビ系列                               | 月曜 23:00 - 23:40 | 同時ネット | 2023年10月3日 - 2025年3月31日  |       |
| 鹿児島県       | 鹿児島テレビ（KTS）       | フジテレビ系列                               | 月曜 23:00 - 23:40 | 同時ネット | 2023年10月3日 - 2025年3月31日  |       |
| 沖縄県         | 沖縄テレビ（OTV）         | フジテレビ系列                               | 月曜 23:00 - 23:40 | 同時ネット | 2023年10月3日 - 2025年3月31日  |       |
| 宮崎県         | テレビ宮崎（UMK）         | フジテレビ系列 日本テレビ系列 テレビ朝日系列 | 土曜 10:25 - 11:05 | 遅れネット | 2023年10月21日 - 2025年2月22日 | [ 4 ] |
| 山梨県         | 山梨放送（YBS）           | 日本テレビ系列                               | 日曜 12:45 - 13:30 | 遅れネット | 2025年1月26日 - 6月29日        | [ 5 ] |

### 木曜深夜時代
全編ローカルセールス枠。
| 放送対象地域   | 放送局                    | 系列           | 放送日時                     | ネット状況 | 放送期間        | 備考  |
| -------------- | ------------------------- | -------------- | ---------------------------- | ---------- | --------------- | ----- |
| 関東広域圏     | フジテレビ（CX）          | フジテレビ系列 | 金曜 0:15 - 0:45（木曜深夜） | 制作局     | 2025年4月10日 - |       |
| 岩手県         | 岩手めんこいテレビ（mit） | フジテレビ系列 | 金曜 0:15 - 0:45（木曜深夜） | 同時ネット | 2025年4月10日 - |       |
| 宮城県         | 仙台放送（OX）            | フジテレビ系列 | 金曜 0:15 - 0:45（木曜深夜） | 同時ネット | 2025年4月10日 - |       |
| 山形県         | さくらんぼテレビ（SAY）   | フジテレビ系列 | 金曜 0:15 - 0:45（木曜深夜） | 同時ネット | 2025年4月10日 - |       |
| 福島県         | 福島テレビ（FTV）         | フジテレビ系列 | 金曜 0:15 - 0:45（木曜深夜） | 同時ネット | 2025年4月10日 - |       |
| 長野県         | 長野放送（NBS）           | フジテレビ系列 | 金曜 0:15 - 0:45（木曜深夜） | 同時ネット | 2025年4月10日 - |       |
| 石川県         | 石川テレビ（ITC）         | フジテレビ系列 | 金曜 0:15 - 0:45（木曜深夜） | 同時ネット | 2025年4月10日 - |       |
| 北海道         | 北海道文化放送（UHB）     | フジテレビ系列 | 火曜 0:15 - 0:45（月曜深夜） | 遅れネット | 2025年4月22日 - |       |
| 高知県         | 高知さんさんテレビ（KSS） | フジテレビ系列 | 火曜 0:15 - 0:45（月曜深夜） | 遅れネット | 2025年4月22日 - |       |
| 富山県         | 富山テレビ（BBT）         | フジテレビ系列 | 火曜 1:20 - 1:50（月曜深夜） | 遅れネット | 2025年4月22日 - |       |
| 秋田県         | 秋田テレビ（AKT）         | フジテレビ系列 | 水曜 0:15 - 0:45（火曜深夜） | 遅れネット | 2025年4月23日 - |       |
| 静岡県         | テレビ静岡（SUT）         | フジテレビ系列 | 水曜 0:15 - 0:45（火曜深夜） | 遅れネット | 2025年4月23日 - |       |
| 愛媛県         | テレビ愛媛（EBC）         | フジテレビ系列 | 水曜 0:50 - 1:20（火曜深夜） | 遅れネット | 2025年4月23日 - |       |
| 新潟県         | NST新潟総合テレビ（NST）  | フジテレビ系列 | 水曜 1:05 - 1:35（火曜深夜） | 遅れネット | 2025年4月23日 - |       |
| 福岡県         | テレビ西日本（TNC）       | フジテレビ系列 | 木曜 0:15 - 0:45（水曜深夜） | 遅れネット | 2025年4月24日 - |       |
| 福井県         | 福井テレビ（FTB）         | フジテレビ系列 | 土曜 10:55 - 11:25           | 遅れネット | 2025年4月26日 - |       |
| 熊本県         | テレビくまもと（TKU）     | フジテレビ系列 | 日曜 1:15 - 1:45（土曜深夜） | 遅れネット | 2025年4月27日 - |       |
| 広島県         | テレビ新広島（tss）       | フジテレビ系列 | 火曜 0:15 - 0:45（月曜深夜） | 遅れネット | 2025年4月29日 - |       |
| 鹿児島県       | 鹿児島テレビ（KTS）       | フジテレビ系列 | 木曜 0:15 - 0:45（水曜深夜） | 遅れネット | 2025年5月1日 -  |       |
| 沖縄県         | 沖縄テレビ（OTV）         | フジテレビ系列 | 木曜 0:50 - 1:20（水曜深夜） | 遅れネット | 2025年5月1日 -  |       |
| 近畿広域圏     | 関西テレビ（KTV）         | フジテレビ系列 | 日曜 17:00 - 17:30（不定期） | 遅れネット | 2025年5月4日 -  |       |
| 岡山県・香川県 | 岡山放送（OHK）           | フジテレビ系列 | 水曜 0:15 - 0:50（火曜深夜） | 遅れネット | 2025年5月7日 -  |       |
| 長崎県         | テレビ長﨑（KTN）         | フジテレビ系列 | 水曜 0:20 - 0:50（火曜深夜） | 遅れネット | 2025年5月7日 -  |       |
| 島根県・鳥取県 | さんいん中央テレビ（TSK） | フジテレビ系列 | 木曜 0:45 - 1:15（水曜深夜） | 遅れネット | 2025年5月8日 -  | [ 6 ] |
| 山梨県         | 山梨放送（YBS）           | 日本テレビ系列 | 日曜 13:00 - 13:30           | 遅れネット | 2025年7月6日 -  | [ 7 ] |

## スタッフ

### 何か“オモシロいコト”ないの?
- ナレーション：立本信吾、谷岡慎一（共にフジテレビアナウンサー）【週替り】
- 構成：酒井健作
- TP：斉藤伸介（フジテレビ）
- TM：山下悠介
- SW：小川利行、矢代祐一、小出豊【週替り】
- CAM：遠藤俊洋
- VE：村上優介
- AUD：松本良道
- 照明：紙透貴仁、藤沢勝
- 美術プロデューサー：矢野雄一郎（フジアール）
- アートコーディネーター：内山高太郎（フジアール）
- デザイン：永井達也、冨田楓（共にフジテレビ／フジアール）
- 大道具：裏隠居徹
- アクリル装飾：加藤徳格
- 小道具：乾川太志
- 衣装：林春来
- 持道具：土屋洋子
- メイク：山田かつら
- 編集：奥山修、椎名遼、齊藤禎丈、河村依央太（Roppongi-Lab）【週替り】
- 音響効果・MA：阿部雄太
- SE : 望月ヒカリ(一部)
- 技術協力：ニユーテレス、fmt
- 編成：水戸祐介（フジテレビ）
- 営業：鈴木慶（フジテレビ）
- 広報：長田裕依（フジテレビ、一時離脱→復帰）
- TK：海老澤廉子
- デスク：河田美緒
- FD：宮原弘光
- AD：柏原佳玖、古瀬七海
- ディレクター：角山僚祐・冨田直伸（フジテレビ）、金井克仁（イーストF→イースト）、原田和実（フジテレビ）
- プロデューサー：山﨑貴博（フジテレビ）、川島典子、諏訪原彩（ガスコイン・カンパニー、諏訪原→以前は制作P）
- 総合演出：中川将史（フジテレビ）
- チーフプロデューサー：矢﨑裕明（フジテレビ）
- 制作：フジテレビスタジオ戦略本部第三スタジオ（以前は編成制作局バラエティー制作センター→編成総局バラエティ制作局バラエティ制作センター）
- 制作著作：フジテレビ

### 過去のスタッフ
- ナレーション：津田健次郎
- 構成：今井太郎、北健一郎
- SW：秋山勇人
- 編成：福山晋司（フジテレビ）、山田賢太郎（フジテレビ、以前は演出）
- 営業：久保田創（フジテレビ）
- 広報︰井坂匠、友田綾乃、木下悠貴（フジテレビ）
- デスク：佐藤まりか、猿谷直子
- AD：笹本亜澄香、松本友里、武智柊人、後藤咲良、和田真波、平山有果、魚谷直哉
- ディレクター：玉置遼（フジテレビ）、一場輝、大貫隼斗（アントラッシュ）
- プロデューサー︰今尾千里（SWITCH）

### 菊池風磨の許せないTV
- ナレーター：千葉繁
- 構成：酒井健作、くるぶしかかと
- 美術プロデューサー：三竹寛典（フジテレビ）
- デザイン：永井達也（フジテレビ）
- アートコーディネーター：内山高太郎
- 大道具：杉本孝宏
- アクリル装飾：谷口航平
- 視覚効果：川上勝大
- 衣裳：岡田夏海
- メイク：山田かつら
- TP：児玉洋（フジテレビ）
- TD：高瀬義美
- SW：宮崎健司
- CAM：秋山勇人
- VE：齋藤雄一
- AUD：江川祐
- 照明：安藤雄郎
- 音響効果：高津浩史
- 編集：小笠原一登
- MA：横井秀也
- TK：江野澤郁子
- デスク：山崎尚美
- 協力：ニユーテレス、fmt、IMAGICA Lab.、ON
- 制作協力：D:COMPLEX
- AD：金田知砂・荻原卓也（D:COMPLEX）
- ディレクター：益田洋平、茂垣考宏（D:COMPLEX）、木村剛・吉田渉（フジテレビ）
- プロデューサー：山﨑貴博（フジテレビ）、古賀太隆・勝又郁乃（D:COMPLEX）
- 企画・演出：中川将史（フジテレビ）
- チーフプロデューサー：蜜谷浩弥（フジテレビ）
- 制作：フジテレビ編成制作局制作センター第二制作室
- 制作著作：フジテレビ